# Ратан Навал Тата
Ратан Навал Тата (гудж. નવલ ટાટા; англ. Ratan Naval Tata; 28 грудня 1937 року, Бомбей, Індія — 9 жовтня 2024, Мумбай, Індія) — індійський підприємець, інвестор, колишній голова ради директорів конгломерату Tata Group. Член відомої родини Тата в Індії, визнаний найвпливовішим бізнесменом Індії. Ратан — син парського бізнесмена Навалу Тати (1904—1989).

## Життєпис
Народився 28 грудня 1937 року в Бомбеї (Індія).
Здобувши диплом архітектора в Корнелльському університеті (США), повернувся до Індії і з 1962 року почав працювати в групі, яку його прадід заснував майже століття тому.
У 1981 році Ратан Тата був оголошений майбутнім наступником на посаді голови ради директорів компанії Tata Group після відставки Джахангіра Ратанджі Дадабхаї Тати.
1991 року став головою компанії. Одним із перших кроків Ратана Тати було обмеження влади деяких керівників компаній Tata Group шляхом запровадження пенсійного віку, висунення молодих людей на керівні посади та посилення контролю над компаніями. Він заснував телекомунікаційну фірму Tata Teleservices (TTML.NS), 1996 року перейшов в ІТ-компанію Tata Consultancy Services (TCS.NS), яка вийшла на біржу 2004 року. За період його роботи Tata Group придбала іноземні компанії Corus, Tetley та Jaguar Land Rover.
28 грудня 2012 року Ратан Тата оголосив про свій вихід з компанії. Його місце планувалося передати Сайрусу Містрі.
Після того, як Ратан Тата пішов з Tata Group, він став відомий як великий інвестор в індійські стартапи. Станом на 2024 рік, капіталізація конгломерату оцінювалася в $365 млрд.
Мав ліцензію пілота і час від часу літав на літаку компанії, ніколи не був одружений і був відомий своєю неймовірною скритністю.

## Нагороди
Був удостоєний другою за значимістю державною нагородою Індії «Падма вибхушан».

## Філантропія
Раван Тата підтримував освіту, медицину та сільський розвиток і вважався провідним філантропом в Індії.

### Жертви погрому проти сикхів 1984 року
Після геноциду сикхів 1984 року Тата надав підтримку постраждалим сикхам, пожертвувавши вантажівки через компанію Tata Motors. Це допомогло сикхським водіям, які втратили свої транспортні засоби під час насильства, знову отримати засоби до існування. Його благодійний внесок допоміг багатьом жертвам відновити своє життя та бізнес. Після цього сикхські водії у Пенджабі та інших частинах Індії залишаються лояльними клієнтами Tata Motors.

### Університет Нового Південного Уельсу
Тата підтримував Інженерний факультет Університету Нового Південного Уельсу у розробці технологій ємнісної деіонізації для покращення водопостачання у кризових районах.

### Університет Каліфорнії
Tata Hall в Університеті Каліфорнії в Сан-Дієго (UC San Diego) — це сучасний науково-дослідний центр, який було відкрито в листопаді 2018 року. Будівля названа на честь трасту Tata Trusts, який пожертвував 70 мільйонів доларів Університету Каліфорнії в 2016 році для заснування Tata Institute for Genetics and Society (TIGS), що розташований у цьому центрі. Tata Institute for Genetics and Society є спільною ініціативою між Tata Trusts та Університетом Каліфорнії в Сан-Дієго, яка спрямована на вирішення глобальних проблем, таких як поширення інфекційних захворювань і необхідність сталих джерел продовольства. Дослідження в Інституті зосереджені на таких темах, як редагування генів, терапія стовбуровими клітинами та контроль захворювань. Tata Hall в Університеті Каліфорнії в Сан-Дієго — це чотириповерхова будівля площею 128 000 квадратних футів, що включає науково-дослідні лабораторії для біологічних та фізичних наук. У будівлі розташовані лабораторії, офіси та конференц-зали, які сприяють співпраці та інноваціям серед дослідників. Це будівля, сертифікована за стандартом LEED, спроектована як екологічно стала та енергоефективна.

### Фонд освіти та розвитку Тати
Фонд освіти та розвитку Тати (Tata Education and Development Trust), філантропічний підрозділ Tata Group, виділив стипендійний фонд у розмірі 28 мільйонів доларів, що дозволить Корнельському університету надавати фінансову підтримку студентам з Індії, котрі здобувають ступінь бакалавра. Цей фонд підтримуватиме приблизно 20 студентів одночасно, забезпечуючи доступ до Корнельського університету незалежно від їхніх фінансових можливостей. Стипендія надається щорічно та покриває всю тривалість навчання бакалаврату в університеті.

### Центр підготовки керівників у Гарвардській школі бізнесу
У 2010 році компанія Tata Group та благодійний траст Тати надали 50 мільйонів доларів на будівництво центру підготовки керівників в Гарвардській школі бізнесу (HBS). Центр підготовки керівників було названо на честь Ратана Тати, колишнього голови Tata Group. Загальна вартість будівництва оцінюється в 100 мільйонів доларів. Будівля Tata Hall розташована у північно-східній частині кампусу Гарвардської школи бізнесу і присвячена програмі освіти  керівників середньої ланки управління. Це семиповерхова будівля площею приблизно 155 000 квадратних футів. Вона містить близько 180 спальних місць, а також навчальні та багатофункціональні приміщення.

### Центр інновацій імені Тати в Корнелльському університеті
Центр інновацій імені Тати (Tata Innovation Center) в Технологічному кампусі Корнельського університету названо на честь Ратана Тати і поєднує академічну діяльність з індустрією у будівлі кампусу на острові Рузвельт. Ця семиповерхова будівля є переважно бізнес-інкубатором для студентів, викладачів і співробітників, де 70% простору здається в комерційну оренду, а 30% призначено для академічних потреб. Компанія Tata Consultancy Services (TCS) є одним із орендарів цього простору.

### Індійський інститут технологій
У 2014 році Tata Group виділила для Індійського інституту технологій в Мумбаї (Indian Institute of Technology) 950 мільйонів рупій і заснувала Центр технологій і дизайну імені Тати (TCTD) для розробки принципів дизайну та інженерії, які відповідають потребам людей і спільнот із обмеженими ресурсами.

### Центр нейронаук Індії
Tata Trusts під головуванням Ратана Тати надав грант у розмірі 750 мільйонів рупій Центру нейронаук Індійського наукового інституту (Indian Centre for Neuroscience) для вивчення механізмів, що лежать в основі хвороби Альцгеймера, а також для розробки методів її ранньої діагностики та лікування. Цей грант було заплановано на 5 років, починаючи з 2014 року.

### Центр технологій і дизайну MIT Tata
Tata Group під керівництвом Ратана Тати заснувала Центр технологій і дизайну в Массачусетському технологічному інституті (MIT Tata Center of Technology and Design), щоб вирішувати проблеми громад з обмеженими ресурсами, зосередивши увагу спочатку на Індії.